# 나인 투 파이브 (영화)
《나인 투 파이브》(영어: 9 to 5)는 1980년 개봉한 미국의 코미디 영화이다. 콜린 히긴스가 연출했으며 제인 폰다가 내놓은 구상에 기초하여 퍼트리샤 레즈닉과 함께 공동 각본도 썼다. 제인 폰다, 릴리 톰린, 돌리 파튼이 자신들을 괴롭힌 상사에게 함께 복수하는 직장 동료 삼인방을 연기하였다. 이미 성공한 음악가였던 돌리 파튼이 처음 출연한 영화이다.
극장에서 제작비의 열 배가 넘는 흥행 수익을 거두면서 이 영화를 원작으로 하며 리타 모레노가 주연한 동명 시트콤이 제작돼 ABC와 방송 신디케이션에서 1982년부터 1988년까지 총 5 시즌 방영되었다. 2008년 돌리 파튼이 작곡과 가사를 담당한 동명 뮤지컬이 로스앤젤레스에서 시험 공연되었으며 2009년 앨리슨 재니가 바이얼릿 역을 맡은 브로드웨이 공연이 성사되었다.

## 줄거리
바람난 남편에게 이혼 당한 가정주부 주디는 컨솔리데이티드 컴퍼니스에 비서로 취직한다. 사수가 된 바이얼릿은 남편과 사별했으며 일 경험이 많고 신랄한 성격이다.
성차별주의자인 유부남 부사장 프랭클린은 유부녀 비서 도럴리와 잤다는 거짓말을 퍼트리고 다니는가 하면 바이얼릿 대신 하급 남자 직원을 승진시킨다. 주디, 바이얼릿, 도럴리는 함께 모인 자리에서 프랭클린을 어떻게 죽이고 싶은지 각자 농담으로 털어놓는다. 주디는 프랭클린을 사냥감처럼 몰이한 끝에 총으로 쏘고 싶다고 하고, 도럴리는 프랭클린의 손발을 얽어매고 서서히 익히고 싶다고 하고, 바이얼릿은 커피에 독을 타겠다고 한다.
다음 날 바이얼릿은 순전히 실수로 프랭클린의 커피에 쥐약을 탄다. 다행히 프랭클린은 커피를 마시기 전에 상태가 불량한 의자가 뒤로 넘어가면서 머리를 캐비닛에 박은 뒤 정신을 잃는다.
후에 정신을 차리고 전모를 알게 된 프랭클린은 살인미수죄로 고발하지 않는 대신 도럴리가 자신과 잠자리를 가져야 한다고 주장한다. 분노한 도럴리는 프랭클린의 손발을 굽싸고 프랭클린이 선물로 줬던 스카프를 입에 물려 프랭클린를 조용히 시킨다. 프랭클린은 주디에게 호소하여 자신을 풀어주게 만들지만, 곧 주디는 프랭클린이 자신을 속였다는 걸 깨닫고 프랭클린에게 도럴리의 권총을 겨눈다. 총알은 전부 빗나가지만 프랭클린은 혼비백산한다.
바이얼릿과 도럴리는 프랭클린이 회사 물품을 팔아 사익을 챙긴 정황을 포착하나 횡령을 증거할 송장은 몇 주 뒤에나 받을 수 있다. 주디, 바이얼릿, 도럴리는 일단 프랭클린을 감금해놓고 프랭클린이 부재한 사이 회사에 사내 탁아소, 남녀 평등 임금, 유연근무제, 일자리 나누기 등을 도입한다. 그러나 유람선 여행을 떠났던 프랭클린의 아내가 돌아와 프랭클린을 풀어주고, 프랭클린은 자신이 몰래 빼돌려 팔았던 재고를 되사들여 감쪽같이 원상복귀 시킨다.
프랭클린을 상대할 수단이 바닥 난 주디, 바이얼릿, 도럴리는 궁지에 몰리지만, 프랭클린이 이들을 경찰에 고발할 틈도 없이 회장이 찾아와 프랭클린을 향후 수년이 소요될 브라질 기획에 합류하게 만든다. 회장은 회사 생산성이 20%나 증대한 점에 감명을 받았으며, 이 성과를 프랭클린의 공으로 착각했던 것이다.
후에 바이얼릿은 능력을 인정 받아 공석이 된 부사장 자리로 승진하고, 주디는 회사를 그만 두고 제록스 기사와 재혼하고, 도럴리도 회사를 나가 컨트리/웨스턴 가수가 된다. 프랭클린은 아마존 부족에게 붙잡힌 이후 생사유무가 불분명해진다.

## 출연
- 제인 폰다 - 주디 번리 역
- 릴리 톰린 - 바이얼릿 뉴스테드 역
- 돌리 파튼 - 도럴리 로즈 역
- 대브니 콜먼 - 프랭클린 하트 주니어, 부사장 역
- 엘리자베스 윌슨 - 로즈, 프랭클린의 행정 비서 역
- 스털링 헤이든 - 러셀 틴즈워디, 회장 역
- 로런스 프레스먼 - 딕, 주디의 전남편 역
- 렌 우즈 - 바버라, 직장 동료 역

## 같이 보기
- 9 to 5